# Almoloya de Juárez
Almoloya de Juárez là một đô thị thuộc bang México, México. Năm 2005, dân số của đô thị này là 126163 người.